# Prehistorik 2
Prehistorik 2 egy számítógépes játék, amelyet a Titus Interactive fejlesztett és adott ki DOS-ra és Amstrad CPC-re.

## A játék menete
A játékban az elődhöz, a Prehistorikhoz hasonlóan a játékos egy ősembert irányít, akinek élelmet kell gyűjtenie, miközben különféle állatok állják útját. A játék célja, hogy ugrálva és futva végighaladjunk a pályán és az utunkba kerülő ellenségeket agyonüssük egy bunkóval. Pontokat az ellenségek megölésével, illetve a pályán elhelyezett tárgyak (például ételek, gyémántok, játékok) összeszedésével szerezhetünk.
Az irányítás nagyon egyszerű, a négy nyílbillentyű az ősember mozgatására, míg a szóköz gomb a támadásra szolgál.
Az első résszel ellentétben itt nem szükséges megfelelő mennyiségű élelmet összeszedni, hanem egy öngyújtó megszerzésével a következő szintre léphetünk.

## Érdekességek
A játékot a készítők rendkívüli részletességgel alkották meg. Például, ha a játékos hosszú ideig fut, majd megáll, az ősember zihálni kezd. A pályákon nagy mennyiségű elrejtett élelem található, amelyet a megfelelő helyek megütésével tehetünk szabaddá. A játékban számos titkos funkció is található, például egy bizonyos billentyű-kombinációval megjeleníthető a stáblista, a játék megnyerése után pedig a fejlesztőcsapatról tekinthetünk meg nyaralási fotókat.
A játékban összesen tíz pálya található, illetve a második, harmadik és negyedik pályák után egy-egy bónusz pálya, amelyen ellenségek nem, csupán ételek találhatók.
1996 óta a játék elindításakor a program konstatálja, hogy a játék még mindig működik az aktuális évben. A játék által kiadott pályakódok gépről-gépre változnak, így ellehetetlenítve a kódok terjesztését a játékosok között.

## Átiratok
A játék 1993-as, DOS-ra történő kiadása után megjelent két évvel Amstrad CPC-re, majd ugyanebben az évben Super Nintendo Entertainment System konzolra, illetve – kissé leegyszerűsítve – Game Boy-ra is. Ezután Game Boy Advance-hez, végül pedig 2010. február 15-én, a SNES verziót alapul véve, DSiWare-hez is kiadták az ekkorra már klasszikussá vált játékot.

## Fordítás
Ez a szócikk részben vagy egészben  a   Prehistorik 2 című angol Wikipédia-szócikk ezen változatának fordításán alapul.  Az eredeti cikk szerkesztőit annak laptörténete sorolja fel. Ez a jelzés csupán a megfogalmazás eredetét és a szerzői jogokat jelzi, nem szolgál a cikkben szereplő információk forrásmegjelöléseként.